# خوسيه مانويل موراليس
خوسيه مانويل موراليس (بالإسبانية: José Manuel Morales)‏ (19 فبراير 1991 بإشبيلية في إسبانيا - ) هو لاعب كرة قدم إسباني في مركز الدفاع. لعب مع نادي أوروبا ونادي إشبيلية ونادي خيتافي ونادي ديبورتيفو طليطلة.

## وصلات خارجية
- خوسيه مانويل موراليس على موقع قاعدة بيانات كرة القدم.إي يو (الإنجليزية)
- خوسيه مانويل موراليس على موقع Soccerway.com (الإنجليزية)